# Festival international espoirs – Tournoi Maurice-Revello
Le Festival international espoirs – Tournoi Maurice-Revello, est une compétition de football réservée aux sélections internationales des moins de 21 ans. Le tournoi rassemble plusieurs nations. L'édition 2025 accueille 8 équipes. Les sélectionnés sont invités par les organisateurs en fonction de leurs performances récentes ou de leurs objectifs sportifs. Anciennement appelé Tournoi de Toulon, cette compétition a changé d'appellation en hommage à son créateur, Maurice Revello.
En 2018, le Festival se développe et accueille la première édition de la « Sud Ladies Cup ».

## Histoire
Créé par Maurice Revello, le tournoi était composé de six équipes pour la première édition à Toulon en 1967. Après sept ans d’inactivité, le Tournoi de Toulon revient en 1974 avec la présence d’équipes de club (Derby County, Anderlecht, Nîmes et Mönchengladbach) mais également de sélections nationales (Pologne, Hongrie, Tchécoslovaquie et Brésil). L’année suivante, le tournoi fut composé uniquement de nations. Une formule avec huit pays qui fera office de modèle pour les 38 éditions suivantes. En 2013, deux équipes de plus sont venues garnir le tableau du tournoi. En 2017, le tournoi s’est de nouveau agrandi avec un tableau à douze équipes,,.
Crée dans le Var, le tournoi s’est délocalisé totalement dans les Bouches du Rhône en 2017. C'est une raison du changement d’appellation lors de cette même année. Lors de l’édition de 2018, les rencontres ont lieu à Aubagne, Carnoux, Mallemort, Fos sur Mer, Salon-de-Provence, Martigues et Vitrolles.
Le Festival International Espoirs se développe en 2018 grâce à la première édition de la « Sud Ladies Cup ». Au moment où la Fédération française de football s’investit pleinement dans l’organisation de la coupe du monde FIFA 2019 et de la coupe du monde des moins de 20 ans 2018, les quatre sélections qualifiées pour cette dernière compétition sont présentes, les États-Unis l'emportant devant la France, l'Allemagne et Haïti.

## Joueurs passés par le Festival
Plus de 1 700 futurs joueurs internationaux A, certains Ballons d'or, d’autres champions d’Europe, d’Amérique du Sud, d’Afrique, d’Asie, et même du monde ont participé au Tournoi de Toulon avant d’éclore au plus haut niveau.

## Palmarès
| Année | Vainqueur | Finaliste | 3e place | Lieu de la finale | Meilleur joueur | Meilleur buteur | Meilleur gardien |
| ----- | --- | --- | --- | --- | --- | --- | --- |
| 1967  | RSC Anderlecht | Slovan Bratislava | Nîmes Olympique | ? | Teugels | Capkovic | Ivancic |
| 1974  | Pologne | Hongrie | Tchécoslovaquie | Stade de Bon Rencontre, Toulon                                                                                           | Nyilasi | Sipocz (4) | Turner |
| 1975  | Argentine | France | Italie | Stade Mayol, Toulon | Antonelli | Törocsik | Kollar |
| 1976  | Bulgarie | France | Mexique | Stade de Bon Rencontre, Toulon                                                                                           | Manolov | Zdravkov | Manolkov |
| 1977  | France | Bulgarie | Pays-Bas | Stade Mayol, Toulon | Soler | Soler (4) | Manolkov |
| 1978  | Hongrie | France | Pays-Bas | Stade de Bon Rencontre, Toulon                                                                                           | Zambelli | P. Nagy (4) | Aguilar |
| 1979  | URSS | Pays-Bas | Hongrie | Stade de Bon Rencontre, Toulon                                                                                           | Gyimesi | S. Fortunato | V. Novikov |
| 1980  | Brésil | France | Tchécoslovaquie | Stade de Bon Rencontre, Toulon                                                                                           | Touré | Pokluda (4) | Mikloško |
| 1981  | Brésil | Tchécoslovaquie | URSS | Stade de Bon Rencontre, Toulon                                                                                           | Zvanya | Fattori | Marolla |
| 1982  | Yougoslavie | Tchécoslovaquie | Pays-Bas | Stade de Bon Rencontre, Toulon                                                                                           | Ernst | Griga | Mikloško |
| 1983  | Brésil | Argentine | France | Stade de Bon Rencontre, Toulon                                                                                           | Luvanor | O'Keefe | Rudenko |
| 1984  | France | URSS | Tchécoslovaquie | Stade Mayol, Toulon | Rusaiev | Zaghini (5) | Zhidkov |
| 1985  | France | Angleterre | Espagne | Stade Mayol, Toulon | Omam-Biyik | Papin | Nadon |
| 1986  | Bulgarie | France | URSS | Stade Mayol, Toulon | Ribar | Zvara (4) | Gantchev |
| 1987  | France | Bulgarie | Brésil | Stade Mayol, Toulon | Ginola | Penev | Taffarel |
| 1988  | France | Angleterre | Bulgarie | Stade Mayol, Toulon | Thomas | Zitelli (6) | Martyn |
| 1989  | France | Bulgarie | États-Unis | Stade Mayol, Toulon | Kaladjiev | Mihtarski | Chaumin |
| 1990  | Angleterre | Tchécoslovaquie | Brésil | Stade de Bon Rencontre, Toulon                                                                                           | Necas | Robins (6) | Bernardy |
| 1991  | Angleterre | France | Écosse | Stade Mayol, Toulon | Shearer | Shearer (7) | James |
| 1992  | Portugal | Yougoslavie | France | Stade Mayol, Toulon | Rui Costa | Rui Costa (4) | Cicovic |
| 1993  | Angleterre | France | Écosse | Stade Mayol, Toulon | Maurice | Maurice (4) | Gerrard |
| 1994  | Angleterre | Portugal | France | Stade Mayol, Toulon | Genaux | Peeters | Coupet |
| 1995  | Brésil | France | Angleterre | Stade Mayol, Toulon | Dhorasoo | Histilloles (5) | Fabio |
| 1996  | Brésil | France | Portugal | Stade Mayol, Toulon | Adaílton | Adaílton Gomes (5) | Fabio |
| 1997  | France | Portugal | Mexique | Stade Mayol, Toulon | Henry | Henry Carlitos Wolff Victoria                                                                                            | Santo |
| 1998  | Argentine | France | Portugal | Stade Mayol, Toulon | Riquelme | Guerrero Heskey | Santo |
| 1999  | Colombie | Argentine | France | Stade Mayol, Toulon | Pereyra | Luyindula | Saja |
| 2000  | Colombie | Portugal | Italie | Stade Mayol, Toulon | Moreno | Moreno | Leite |
| 2001  | Portugal | Colombie | France | Stade Mayol, Toulon | Chara | Cissé Lourenço | Martínez |
| 2002  | Brésil | Italie | Japon | Stade Mayol, Toulon | Pinga | Pellicori Nakayama | Rubinho |
| 2003  | Portugal | Italie | Argentine | Stade Mayol, Toulon | Javier Mascherano | Herrera Ruopolo Lourenço                                                                                                 | Vale |
| 2004  | France | Suède | Chine | Stade Mayol, Toulon | Mavuba | Bergougnoux | Gavanon |
| 2005  | France | Portugal | Angleterre | Stade Mayol, Toulon | Mvuemba | Vaz Tê | Mandanda |
| 2006  | France | Pays-Bas | Portugal | Stade Mayol, Toulon | Faty | Gigliotti (2) | Lloris |
| 2007  | France | Chine | Côte d'Ivoire | Stade Mayol, Toulon | Gameiro | Gameiro (5) | Koné |
| 2008  | Italie | Chili | Côte d'Ivoire | Stade Mayol, Toulon | Giovinco | S. Cissé (5) | Bassi |
| 2009  | Chili | France | Argentine | Stade Mayol, Toulon | Buonanotte | Martinez Buonanotte (4)                                                                                                  | Toselli Marchesin |
| 2010  | Côte d'Ivoire | Danemark | France | Stade Mayol, Toulon | Deblé | Bille Nielsen (5) | Andersen |
| 2011  | Colombie | France | Italie | Stade Mayol, Toulon | Rodríguez | Joseph-Monrose (5) | L'Hostis |
| 2012  | Mexique | Turquie | Pays-Bas | Stade Perruc, Hyères | Herrera | Fabián (7) | Marsman Taskiran |
| 2013  | Brésil | Colombie | France | Stade du Ray, Nice | Mamute | Abella (3) | Bonilla |
| 2014  | Brésil | France, | Portugal | Parc des Sports, Avignon                                                                                                 | Rodrigo Caio | Bahebeck (4) | Nardi |
| 2015  | France, | Maroc | États-Unis | Stade Mayol, Toulon | El Karti | Bencharki Crivelli (4)                                                                                                   | Benachour |
| 2016  | Angleterre, | France, | Portugal, | Parc des Sports, Avignon                                                                                                 | Loftus-Cheek | Baker (4) | Pereira |
| 2017  | Angleterre, | Côte d'Ivoire | Écosse, | Stade de Lattre-de-Tassigny, Aubagne                                                                                     | Brooks | Banza Barnes Hirst (4)                                                                                                   | Pilling |
| 2018  | Angleterre | Mexique | Turquie | Stade Francis-Turcan, Martigues                                                                                          | Lainez | Aguirre (7) | Woodman |
| 2019  | Brésil | Japon | Mexique | Stade Marcel Roustan, Salon de Provence                                                                                  | Douglas Luiz | Matheus Cunha (4) | Chen Wei |
| 2020  | Annulé en raison des conditions sanitaires liées à la Covid-19.                                                          | Annulé en raison des conditions sanitaires liées à la Covid-19.                                                          | Annulé en raison des conditions sanitaires liées à la Covid-19.                                                          | Annulé en raison des conditions sanitaires liées à la Covid-19.                                                          | Annulé en raison des conditions sanitaires liées à la Covid-19.                                                          | Annulé en raison des conditions sanitaires liées à la Covid-19.                                                          | Annulé en raison des conditions sanitaires liées à la Covid-19.                                                          |
| 2021  | Initialement reporté à l'automne en raison des conditions sanitaires liées à la Covid-19, le tournoi est ensuite annulé. | Initialement reporté à l'automne en raison des conditions sanitaires liées à la Covid-19, le tournoi est ensuite annulé. | Initialement reporté à l'automne en raison des conditions sanitaires liées à la Covid-19, le tournoi est ensuite annulé. | Initialement reporté à l'automne en raison des conditions sanitaires liées à la Covid-19, le tournoi est ensuite annulé. | Initialement reporté à l'automne en raison des conditions sanitaires liées à la Covid-19, le tournoi est ensuite annulé. | Initialement reporté à l'automne en raison des conditions sanitaires liées à la Covid-19, le tournoi est ensuite annulé. | Initialement reporté à l'automne en raison des conditions sanitaires liées à la Covid-19, le tournoi est ensuite annulé. |
| 2022  | France | Venezuela | Mexique | Stade Marcel Roustan, Salon de Provence                                                                                  | Segovia | Mara (5) | Kimura |
| 2023  | Panama | Mexique | Australie | Stade Marcel Roustan, Salon de Provence                                                                                  | Ben Seghir | Tel Ishii Orelien (3) | Konaté |
| 2024  | Ukraine | Côte d'Ivoire | Italie | Stade Marcel Roustan, Salon de Provence                                                                                  | Khlan | Shiogai | Konan |

## Bilan

### Par nation
| Nation           | Victoires | Finales perdues | Finales disputées | 3e place |
| ---------------- | --------- | --------------- | ----------------- | -------- |
| France           | 13        | 14              | 27                | 6        |
| Brésil           | 9         | -               | 9                 | 2        |
| Angleterre       | 7         | 2               | 8                 | 2        |
| Portugal         | 3         | 3               | 6                 | 5        |
| Colombie         | 3         | 2               | 5                 | -        |
| Bulgarie         | 2         | 3               | 5                 | 1        |
| Argentine        | 2         | 2               | 4                 | 1        |
| Italie           | 1         | 2               | 3                 | 2        |
| Côte d'Ivoire    | 1         | 1               | 2                 | 2        |
| Mexique          | 1         | 2               | 3                 | 2        |
| Union soviétique | 1         | 1               | 2                 | 2        |
| Hongrie          | 1         | 1               | 2                 | 1        |
| Chili            | 1         | 1               | 2                 | -        |
| Yougoslavie      | 1         | 1               | 2                 | -        |
| Pologne          | 1         | -               | 1                 | -        |
| Panama           | 1         | -               | 1                 | -        |
| Tchécoslovaquie  | -         | 3               | 3                 | 3        |
| Pays-Bas         | -         | 1               | 1                 | 4        |
| Chine            | -         | 1               | 1                 | 1        |
| Turquie          | -         | 1               | 1                 | 1        |
| Japon            | -         | 1               | 1                 | 1        |
| Danemark         | -         | 1               | 1                 | -        |
| Venezuela        | -         | 1               | 1                 | -        |
| Maroc            | -         | 1               | 1                 | -        |
| Slovaquie        | -         | 1               | 1                 | -        |
| Suède            | -         | 1               | 1                 | -        |
| Écosse           | -         | -               | -                 | 3        |
| États-Unis       | -         | -               | -                 | 2        |
| Espagne          | -         | -               | -                 | 1        |
| Australie        | -         | -               | -                 | 1        |

## Stades
| \| Aubagne Salon-de-Provence Arles MallemortAvignon Fos-sur-Mer \| Sites de l'édition 2025. |
| Aubagne Salon-de-Provence Arles MallemortAvignon Fos-sur-Mer                                |

Depuis 2017, la compétition se déroule dans le département des Bouches-du-Rhône. Six stades se partagent la compétition : stade d'Honneur à Salon-de-Provence,, stade de Lattre à Aubagne,, stade Honneur à Mallemort, stade Parsemain à Fos-sur-Mer, stade Fernand Fournier à Arles et Parc des sports d'Avignon.